# 100 најзнаменитијих Срба
100 најзнаменитијих Срба јесте антологијска књига са биографијама 100 људи који су према мишљењу стручног одбора заслужили да се назову најзнаменитијим Србима. Књига је имала три додатна издања у периоду до 2011. године, са додатним издањима на неколико страних језика.
Редакциони одбор су чинили академик др Драгомир Виторовић, епископ шумадијски др Сава (Вуковић), академик др Павле Ивић, мр Звонимир Костић, академик др Василије Крестић, академик др Дејан Медаковић (председник одбора), академик др Мирослав Пантић, др Даница Петровић и академик др Драгослав Срејовић.
Залагањем председника уређивачког одбора књиге академика Дејана Медаковића, генерал Милан Недић је уврштен на списак. Медаковића и његову породицу из Загреба је спасила влада Милана Недића и он је изражавао разумевање ка Недићевом раду и делу. Он је у интервјуу за Глас јавности из 2008. године изјавио да је имао великих проблема да Недића уврсти на списак. Уредници су опсежно дебатовали да ли генерал Драгољуб Дража Михаиловић треба да буде део списка, али он није уврштен на коначни списак.

## Списак
| Ранк | Име и презиме                              | Име и презиме | Опис |
| ---- | ------------------------------------------ | ------------- | --- |
| 1    | Стефан Немања (1113–1199)                  |               | велики жупан Рашке и родоначелник владарске династије Немањића                                                         |
| 2    | Стефан Првовенчани (1165–1228)             |               | средњовековни владар и први крунисани краљ међу Немањићима                                                             |
| 3    | Свети Сава (1174–1236)                     |               | српски принц, игуман манастира Студенице, књижевник, дипломата и први архиепископ аутокефалне Српске православне цркве |
| 4    | Доментијан (1210–1264)                     |               | писац и монах |
| 5    | Стефан Милутин (1253–1321)                 |               | средњовековни владар                                                                                                   |
| 6    | Теодосије Хиландарац (1246–1328)           |               | средњовековни писац |
| 7    | Данило II (~1270–1337)                     |               | архиепископ и хроничар                                                                                                 |
| 8    | Стефан Душан Силни (1308–1355)             |               | средњовековни владар                                                                                                   |
| 9    | Лазар Хребељановић (1329–1389)             |               | средњовековни владар                                                                                                   |
| 10   | Милош Обилић (непознато–1389)              |               | јунак и витез |
| 11   | Јефимија (1349–1405)                       |               | песник |
| 12   | Марко Краљевић (1335–1395)                 |               | средњовековни владар                                                                                                   |
| 13   | деспот Стефан Лазаревић (1377–1427)        |               | средњовековни владар и песник                                                                                          |
| 14   | Кир Стефан Србин (14. столеће–15. столеће) |               | средњовековни композитор и монах                                                                                       |
| 15   | деспот Ђурађ Бранковић (1377–1456)         |               | средњовековни владар                                                                                                   |
| 16   | Макарије Соколовић (1500s–1574)            |               | архиепископ пећки и патријарх српски                                                                                   |
| 17   | Иван Гундулић (1589–1638)                  |               | дубровачки песник |
| 18   | Арсеније III Чарнојевић (1633–1706)        |               | архиепископ пећки и патријарх српски                                                                                   |
| 19   | Павле Ненадовић (1703–1768)                |               | митрополит карловачки                                                                                                  |
| 20   | Руђер Бошковић (1711–1787)                 |               | дубровачки филозоф, астроном, математичар, физичар, песник и дипломата српског порекла                                 |
| 21   | Доситеј Обрадовић (1739–1811)              |               | писац, преводилац, просветитељ и лингвиста                                                                             |
| 22   | Петар I Петровић Његош (1748–1830)         |               | српски православни митрополит црногорско-приморски и поглавар                                                          |
| 23   | Стефан Стратимировић (1757–1836)           |               | српски православни митрополит карловачки и аутор                                                                       |
| 24   | Карађорђе (1768–1817)                      |               | вођа Првог српског устанка и родоначелник династије Карађорђевића                                                      |
| 25   | Филип Вишњић (1767–1834)                   |               | слепи песник и гуслар                                                                                                  |
| 26   | Матија Ненадовић (1777–1854)               |               | војвода из Првог српског устанка, први председник Правитељствујушчег совјета и дипломата                               |
| 27   | Вељко Петровић (1780–1813)                 |               | устанички војвода и јунак                                                                                              |
| 28   | Милош Обреновић (1780–1860)                |               | кнез Србије, оснивач династије Обреновић                                                                               |
| 29   | Вук Караџић (1787–1864)                    |               | филолог, реформатор српског језика, сакупљач народних умотворина и писац првог речника српског језика                  |
| 30   | Константин Данил (1798–1873)               |               | сликар, иконограф и портретиста                                                                                        |
| 31   | Јован Стерија Поповић (1806–1856)          |               | драматург, песник, управник музеја                                                                                     |
| 32   | Илија Гарашанин (1812–1874)                |               | државник, председник Владе, један од уставобранитеља, творац Начертанија.                                              |
| 33   | Петар II Петровић Његош (1813–1851)        |               | владика Црне Горе, песник и филозоф                                                                                    |
| 34   | Јосиф Панчић (1814–1888)                   |               | ботаничар, академик, лекар                                                                                             |
| 35   | кнез Михаило Обреновић (1823–1868)         |               | кнез Србије |
| 36   | Бранко Радичевић (1824–1853)               |               | песник |
| 37   | Ђуро Даничић (1825–1882)                   |               | филолог и историчар |
| 38   | Светозар Милетић (1826–1901)               |               | политичар и народни трибун                                                                                             |
| 39   | Јован Ристић (1831–1899)                   |               | дипломата, политичар, писац                                                                                            |
| 40   | Корнелије Станковић (1831–1865)            |               | композитор |
| 41   | Иларион Руварац (1832–1905)                |               | историчар и модерни покретач критичке школе у српској историографији                                                   |
| 42   | Ђура Јакшић (1832–1878)                    |               | песник, писац и сликар                                                                                                 |
| 43   | Јован Јовановић Змај (1833–1904)           |               | песник |
| 44   | Валтазар Богишић (1834–1908)               |               | социолог |
| 45   | краљ Никола I Петровић (1841–1921)         |               | краљ Црне Горе |
| 46   | Лаза Костић (1841–1910)                    |               | песник, писац, преводилац                                                                                              |
| 47   | Стојан Новаковић (1842–1915)               |               | политичар, историчар, писац и академик                                                                                 |
| 48   | Петар I Карађорђевић (1844–1921)           |               | краљ Србије |
| 49   | Владан Ђорђевић (1844–1930)                |               | политичар |
| 50   | Никола Пашић (1845–1926)                   |               | политичар |
| 51   | Никодим Милаш (1845–1915)                  |               | епископ, писац, теолог                                                                                                 |
| 52   | Светозар Марковић (1846–1875)              |               | филозоф, политички теоретичар и аутор                                                                                  |
| 53   | Сима Лозанић (1847–1935)                   |               | хемичар, професор и политичар                                                                                          |
| 54   | Радомир Путник (1847–1917)                 |               | војни командант и војвода српске војске                                                                                |
| 55   | Ђорђе Крстић (1851–1907)                   |               | сликар |
| 56   | Лаза Лазаревић (1851–1891)                 |               | писац и лекар |
| 57   | Симо Матавуљ (1852–1908)                   |               | писац |
| 58   | Пера Добриновић (1853–1923)                |               | глумац |
| 59   | краљ Милан Обреновић (1854–1901)           |               | краљ Србије |
| 60   | Михајло Пупин (1858–1935)                  |               | физичар, хемичар, проналазач, писац и филантроп                                                                        |
| 61   | Живојин Мишић (1855–1921)                  |               | војни командант и војвода српске војске                                                                                |
| 62   | Стеван Сремац (1855–1906)                  |               | писац и академик |
| 63   | Степа Степановић (1856–1929)               |               | војни командант и војвода српске војске                                                                                |
| 64   | Јован Жујовић (1856–1936)                  |               | антрополог, геолог и политичар                                                                                         |
| 65   | Стеван Мокрањац (1856–1914)                |               | композитор |
| 66   | Никола Тесла (1856–1943)                   |               | проналазач и научник                                                                                                   |
| 67   | Паја Јовановић (1859–1957)                 |               | сликар |
| 68   | Војислав Илић (1860–1894)                  |               | песник |
| 69   | Љубомир Стојановић (1860–1930)             |               | историчар, политичар, академик                                                                                         |
| 70   | Богдан Поповић (1863–1944)                 |               | књижевни критичар и професор                                                                                           |
| 71   | Бранислав Нушић (1864–1938)                |               | писац |
| 72   | Јован Цвијић (1865–1927)                   |               | географ, антрополог, академик                                                                                          |
| 73   | Михаило Петровић Алас (1868–1943)          |               | математичар, универзитетски професор, академик                                                                         |
| 74   | Павле Поповић (1868–1939)                  |               | књижевни критичар и историчар                                                                                          |
| 75   | Слободан Јовановић (1869–1958)             |               | писац, адвокат, политичар                                                                                              |
| 76   | Милоје Васић (1869–1956)                   |               | археолог |
| 77   | Јован Дучић (1871–1943)                    |               | песник, писац и дипломата                                                                                              |
| 78   | Радоје Домановић (1873–1908)               |               | писац |
| 79   | Надежда Петровић (1873–1915)               |               | сликарка и рана фотографкиња                                                                                           |
| 80   | Бранислав Петронијевић (1875–1954)         |               | филозоф и свестрани научник                                                                                            |
| 81   | Борисав Станковић (1876–1927)              |               | писац |
| 82   | Милан Ракић (1876–1938)                    |               | песник |
| 83   | Александар Белић (1876–1960)               |               | лингвиста и академик                                                                                                   |
| 84   | Милан Недић (1877–1946)                    |               | генерал и политичар; вођа квислиншке владе                                                                             |
| 85   | Исидора Секулић (1877–1958)                |               | списатељица |
| 86   | Петар Кочић (1877–1916)                    |               | песник и народни трибун                                                                                                |
| 87   | Јован Скерлић (1877–1914)                  |               | писац и књижевни критичар                                                                                              |
| 88   | Милутин Миланковић (1879–1958)             |               | математичар, астроном, климатолог                                                                                      |
| 89   | владика Николај Велимировић (1881–1956)    |               | владика, теолог и писац                                                                                                |
| 90   | Петар Коњовић (1883–1970)                  |               | композитор |
| 91   | Владимир Ћоровић (1885–1941)               |               | историчар, универзитетски професор и академик                                                                          |
| 92   | Стеван Христић (1885–1958)                 |               | композитор |
| 93   | Јован Бијелић (1884–1964)                  |               | сликар |
| 94   | Александар I Карађорђевић (1888–1934)      |               | краљ Југославије |
| 95   | Петар Добровић (1890–1942)                 |               | сликар |
| 96   | Иво Андрић (1892–1975)                     |               | писац, дипломата и академик                                                                                            |
| 97   | Милош Црњански (1892–1977)                 |               | писац, песник и дипломата                                                                                              |
| 98   | Сава Шумановић (1896–1942)                 |               | сликар |
| 99   | Меша Селимовић (1910–1982)                 |               | писац, универзитетски професор, сценариста и академик                                                                  |
| 100  | Васко Попа (1922–1991)                     |               | песник, преводилац и академик                                                                                          |